# 空と風と星と詩

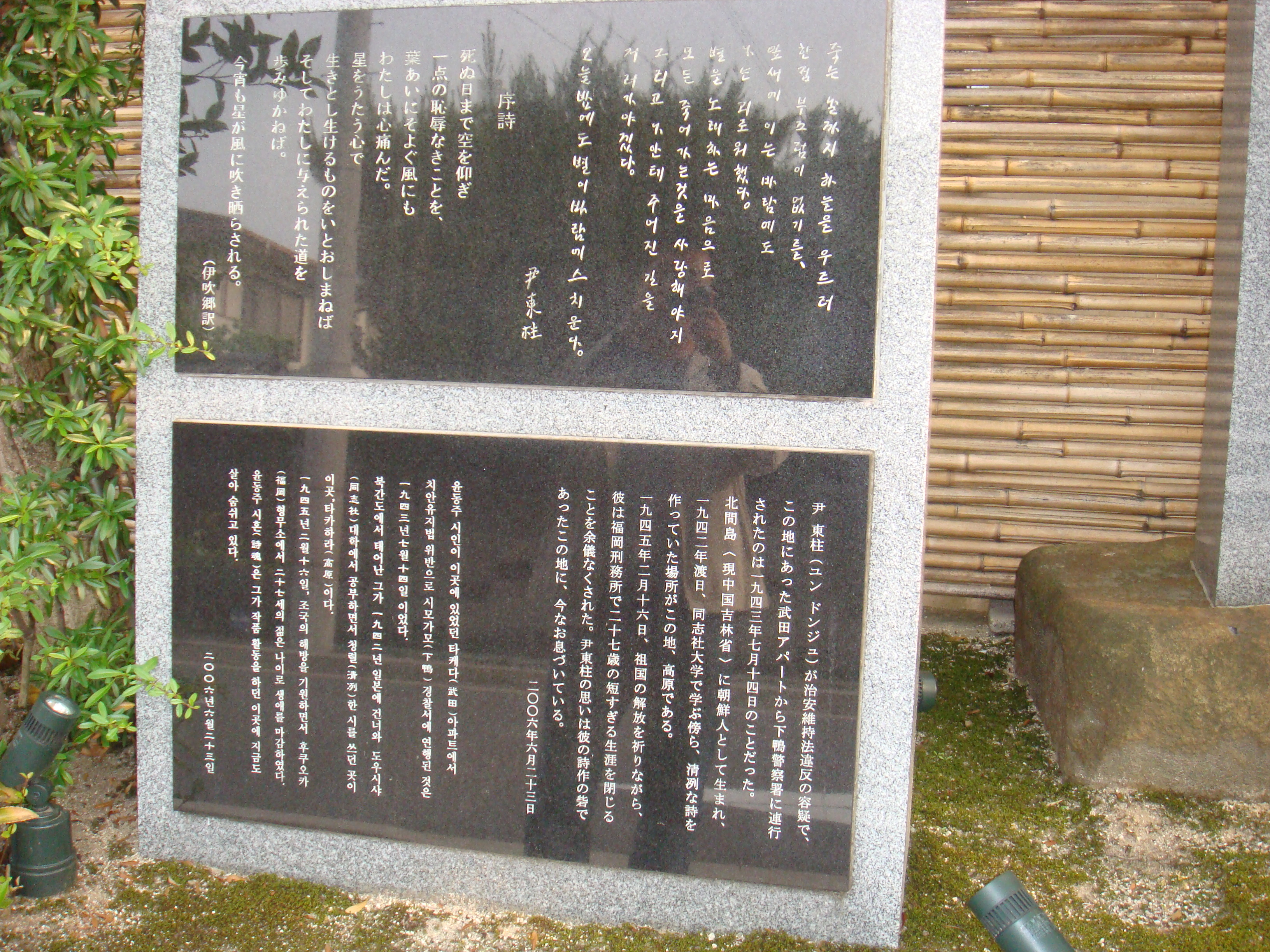
京都芸術大学 高原校舎にある尹東柱詩碑　2006年に建立　かつてこの地に尹東柱が住んでいたとされる

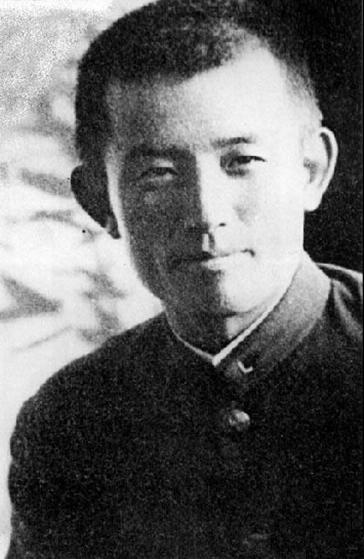
尹東柱（ゆんどんじゅ）

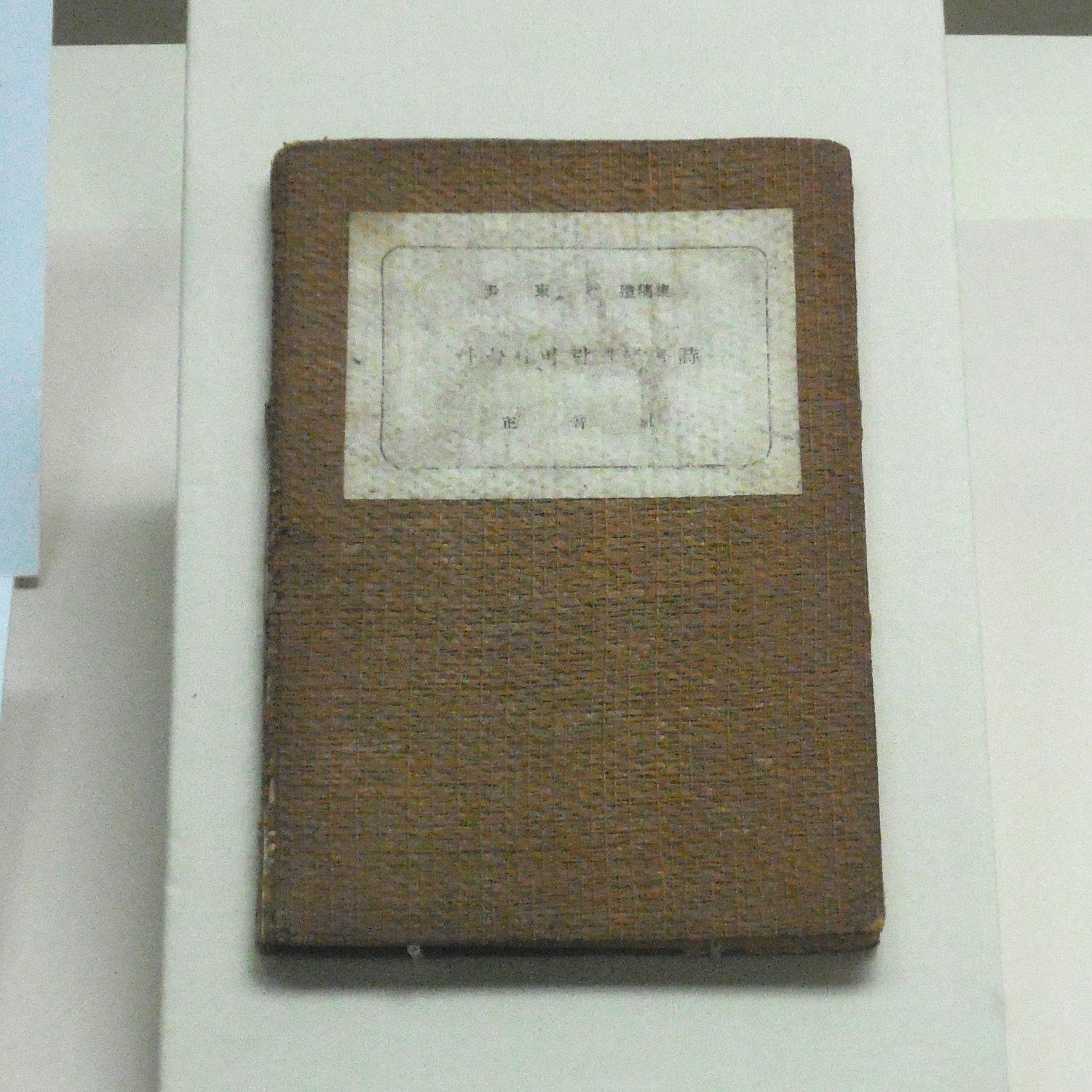
初刊本

『空と風と星と詩』（そらとかぜとほしとし）は尹東柱の死後出版された遺稿詩集。1941年に19編が完成し詩集として発表しようとしたが、大日本帝国の検閲が危惧され叶わなかった。1948年正音社（정음사）から遺作30編が集められ同名で刊行された。最初の19編は全て延世専門学校時代に書かれたものである。
1948年2月、尹東柱の三周忌追悼式に合わせ茶色の表紙で初刊本10冊が製作された。1か月後、1000冊の初版が正音社から出版された。 追悼式までに本文は印刷できていたが表紙の制作が間に合わなかったため、追悼式の本は別に表紙付けされて初刊本となった。一か月後にいじょんによる青色の版画を表紙にした初版本が世に出た。 当時は縦書きが一般的だったが正音社の創設者のうぃする　ちぇひょんべ（崔鉉培）の意向により横書きで印刷された。初刊本の内の一冊はウルサン広域市南区にあるウルサン博物館に所蔵されている。

## 収録された詩
1941年版の『空と風と星と詩』に収録された詩の題名を以下に記す。
日本語訳は金時鐘編訳（2012）.尹東柱詩集　空と風と星と詩　岩波文庫より
- 自画像
- 新たな道
- 悲しい一族
- 少年
- 病院
- 恐ろしい時間
- 雪降る地図
- 太初の朝
- 再び太初の朝
- 夜が明けるまで
- 十字架
- 眼を閉じてゆく
- 帰ってきて見る夜
- 看板のない街
- 風が吹いて
- また別の故郷
- 道
- 星を数える夜
- 序詩

## 関連人物
- 馬光洙(まぐぁんす)
- 初版詩集の表紙を制作したのはいじょん。これまで名前以外に情報がなかったが、版画家のほんそんうんが2019年の『近代書誌』19号で本名はいじゅすんだと明らかにした。最初は表紙依頼により正音社と縁ができ正式に入社し、編集長にまでなった[4]。